# Frank Garcés
Frank Yeury Garcés (né le 17 janvier 1990 à San Cristóbal, République dominicaine) est un lanceur de relève gaucher des Ligues majeures de baseball qui a joué avec les Padres de San Diego en 2014 et 2015.

## Carrière
Frank Garcés signe son premier contrat professionnel avec les Rangers du Texas et évolue brièvement avec un de leurs clubs de ligues mineures en République dominicaine en 2009. Libéré après seulement 8 parties jouées, il est mis sous contrat par la franchise des Padres de San Diego avec qui il joue en ligues mineures de 2011 à 2013 comme lanceur partant, non sans difficulté la dernière année. En 2014, il est converti en lanceur de relève chez les Missions de San Antonio, le club-école Double-A de la franchise. De ce niveau, Garcés fait saute directement au baseball majeur et fait ses débuts comme releveur pour les Padres le 19 août 2014 face aux Dodgers de Los Angeles.